# Scheepslift (Bovenkarspel)
De scheepslift, beter bekend als de Overhaal,  is een constructie bij de Broekerhaven in de Noord-Hollandse plaats Bovenkarspel, waarmee schepen kunnen worden overgezet van de Westwortelsloot naar de Havenkolk en omgekeerd.

## Geschiedenis
Op deze plaats stond al in de 17e eeuw een zogenaamde overhaal om schepen van het ene water naar het andere water te kunnen tillen. Na de stormvloed van 1916 werd besloten om de overhaal te vervangen door een scheepslift. De hijsinstallatie werd gemaakt door de firma P.M. Duyvis te Koog aan de Zaan. De draagkooi voor de schepen kon elektrisch worden bediend. Aan de noordzijde werd naast de hijsinstallatie een bedieningsgebouw neergezet. Later werd er nog een tweede gebouwtje bijgeplaatst. De waterbouwkundige werken werden door de firma Bruinsma & de Boer te Enkhuizen uitgevoerd. In 1924 was de scheepslift gereed voor gebruik. Tot 1969 heeft de lift dienstgedaan voor de beroepsvaart (met name voor het vervoer van tuinbouwproducten). In de jaren 1992 en 1993 werd de installatie gerestaureerd. Vanaf die tijd doet de lift dienst voor de pleziervaart.
De scheepslift is erkend als rijksmonument vanwege het zeldzame karakter ervan en de historische betekenis. Zo werden op deze plek eeuwenlang schepen overgezet naar de Broekerhaven, die een concurrent was van de haven van Enkhuizen.